# Associació Unió Musical Bocairent
L'Associació Unió Musical de Bocairent és una societat musical sense ànim de lucre fundada el 1924 a Bocairent (Vall d'Albaida). L'objectiu de l'AUMBocairent, és el foment de l'educació musical mitjançant la seua Escola de Música i de la música de banda valenciana. Sense oblidar la potenciació de la música festera. L'AUMBocairent compta també amb una Banda Jove des del 1993.

## Història
L'Associació Unió Musical Bocairent naix l'any 1924 fruit de la fusió de les dues societats musicals existents a Bocairent, la Nova i la Primitiva, totes dues amb una àmplia trajectòria musical des del segle xix. Així la Nova va guanyar el Certamen de la Fira de Juliol a València l'any 1891 i el d'Alcoi l'any anterior. El primer director de la Unió Musical va ser Angel Bernat, i a ell el van seguir Miguel Puerto, Pere Castelló, Antonio Calatayud, Manuel Jornet, Felipe Belda i Francisco Belda, el qual va estar més de 25 anys al capdavant de la banda, tots ells veïns de Bocairent.
Del 1994 al 1998 es fa càrrec de la direcció de la banda José Rafael Pascual Vilaplana, qui l'any 1997, sent director titular de la banda, va guanyar la batuta d'Or en el Concurs Internacional de Direcció de Kerkrade (Holanda). Durant aquest període l'AUM va organitzar l'any 1995 la V Diada Musical de la Vall d'Albaida, en la qual es va estrenar “Bekirent Fanfàrria”. Aquest mateix any va realitzar una gira per Bèlgica, convidada per la Banda Reial de Opdorp, a més protagonitza sota la direcció de Carles Santos tota la part musical del lliurament dels Premis Octubre, que anualment organitza l'editorial 3 i 4 i que va ser retransmesa en directe per TV3. Els anys 1997 i 1998 organitza cursos de direcció amb els directors internacionals Florin Totan (Romania) i Jan Cober (Holanda) per a directors de tota la Comunitat Valenciana. L'any 1998 l'Associació Unió Musical és convidada a participar en les Festes Majors de Vilanova i la Geltrú (Barcelona), i eixe mateix any a l'Expo de Lisboa assisteix com a banda convidada en representació de la Comunitat Valenciana. El mestre de Muro va ser nomenat director honorífic de l'Associació el 2011.
Des de l'any 1998 fins al 2001 es fa càrrec de la direcció de la banda el mestre cubà Norman Milanés Moreno establert a Bocairent. En aquest període l'AUM Bocairent organitza el Concurs de Joves Intèrprets d'Espanya, realitza un concert de música festera a l'auditori Enric Gironés de Lleida. L'any 1999 va celebrar el seu 75è aniversari amb concerts i actes diversos, dels quals destaquen el concert que va oferir a la Plaça de Bous de Bocairent el cantautor Lluís Llach i el que la pròpia banda va interpretar al Palau de la Música de València. L'any 2000 l'Associació Unió Musical realitza una gira de concerts per Cuba convidada per l'Orquestra Simfònica de Matanzas. El 2001 deixa la direcció de la banda Norman Milanés passant a ser director honorífic. Durant la seua etapa, es guanyaren dos vegades el Premi al Concurs de Bandes a les Festes de Moros i Cristians d'Ontinyent.
En el període de 2003 - 2005 es fa càrrec de la direcció l'alcoià Àngel Lluís Ferrando Morales. En aquestos anys, va destacar per aprofundir un repertori simfònic força atrevit mesclant peces clàssiques amb peces contemporànies tant europees com nord-americanes. Sense oblidar l'inevitable segell alcoià tocant nombroses peces d'Amando Blanquer. Des del juliol de 2005 fins al juliol del 2008 la banda va estar dirigida pel jove director Jordi Francés Sanjuán, guanyador de la Batuta de Plata al Concurs Internacional de Direcció a Kerkrade (Holanda), durant la seua etapa com a director titular de l'AUM Bocairent. En aquest període la banda realitza l'any 2007 un encontre de bandes a Troviscal (Portugal), destaca també la realització de concerts amb grans músics com Francisco Blanco LATINO en el concert de Jazz, o de la violinista israeliana Kinneret Sieradzky en el concert de Primavera de l'any 2006 amb l'estrena absoluta a Espanya de la Simfonia núm. 1 d'Alex Poelman “Les 7 meravelles del món antic”. Destacant també la visita del compositor holandès Bert Appermont per dirigir la banda l'any 2008.
Des de setembre de 2008 la banda està dirigida pel director de Muro José Vicente Moltó García, amb el qual participaren l'any 2009, en la inauguració del WMC (olimpíades musicals) de Krekrade a Holanda. L'any 2011 la banda participa en el V Certamen Internacional de Bandes de Música de Torrevella, i l'any 2013 al Certamen de Cullera. Durant l'any 2014 celebra el 90 aniversari de la seua fundació, on entre altres actes cal destacar l'organització de la XXIV Diada Musical de la Vall d'Albaida.
Actualment, la banda compta amb la direcció d’Enrique Alborch Tarrasó des de novembre del 2015. Amb el qual, s'han iniciat tota una sèrie de nous projectes que esperen rellançar la banda. Té una plantilla de més de 100 músics i compta amb més d’un centenar d’alumnes a la seva escola d'educands; paral·lelament compta amb una Banda Jove formada per 50 músics-alumnes.
Dins del camp de la Música Festera, l’Associació Unió Musical Bocairent ha enregistrat diversos treballs, entre els quals destaquen un disc compacte de Música Festera d’autors locals, inclòs en la col·lecció JA BAIXEN, tres discos per a filades de Bocairent pel seu 150 aniversari: Mosqueters, Contrabandistes i Terç de Suavos. A més, va formar part del projecte “DE FANG” de José Rafael Pascual Vilaplana, gravant 3 peces del doble disc que va enregistrar.

## Banda Jove
La banda jove de l’Associació naix l’any 1993 i fa els seus primers passos sota la batuta del director del músic i bocairentí Vicent Enguix.
Hui en dia la Banda Jove està formada per uns 40 joves músics, que es formen pas a pas per a l’hora d'entrar a formar part de la Banda.
Durant aquests anys la nostra banda jove ha fet nombrosos intercanvis amb les bandes de Castalla, Cullera, València, Gandia entre d'altres. I dins dels seus concerts ordinaris durant l’any podem trobar el de nadal, el de Joves intèrprets, Santa Cecília, Mare de Déu dels Desemparats o el de Solistes.
Aquesta banda l’han dirigida directors com Manuel Bonachera, Norman Milanés, Jose Francisco López Herrero, Luis Silvestre Cerdà o Hermenegildo Sempere Belda. En l'actualitat el director titular és José Fermín Blai i Pons.

## Guardons
- Tercer Premi al Certamen de Cullera de l’any 1966.
- Primer Premi al Concurs Exma. Diputació de València any 1974.
- Segon Premi al Concurs Música Festera d'Ontinyent any 1979 i Tercer Premi en l'any 1980.
- Segon Premi al Concurs Música Festera d'Elda any 1988.
- Tercer Premi al Concurs Diputació de València any 1992.
- Tercer Premi al V Certamen Internacional de Bandes de Torrevieja any 2011.
- Tercer premi i Premi a la millor desfilada en el Certamen de Bandes Ciutat de Cullera any 2013

## Discografia
- JA BAIXEN. Vol 12. "Bocairent en festes". Bocairent. 1993
- "150 Aniversari Filà Mosqueters". Bocairent. 2009
- "DE FANG" música festera de Jose Rafael Pascual-Vilaplana. Col·labora amb la gravació de tres peces. 2009
- "150 Aniversari Filà Contrabandistes". Bocairent. 2014.